# Gemeenschappelijk Motorwaarborgfonds
Het gemeenschappelijk motorwaarborgfonds (GMWF) is in België een soort spaarpot waarin iedereen die een contract burgerlijke aansprakelijkheid auto afgesloten heeft bijdraagt. Elke verzekeringsmaatschappij zal een deel van de premie die zij int door (moeten) geven aan het Fonds. 
De taak van het Fonds werd in de loop der tijd steeds verder uitgebreid. Het Fonds werd opgericht met als doel een rechtvaardige vergoeding te kunnen voorzien voor slachtoffers van verkeersongevallen. Wanneer een bestuurder met een niet-verzekerd motorvoertuig een ongeval veroorzaakt, zal het Fonds tussenkomen. 
Deze tussenkomst betekent niet dat de niet-verzekerde bestuurder er goedkoop vanaf komt. Het Fonds zal al zijn kosten trachten te verhalen.